# GBAM 2/8+8
GBAM 2/8+8 – samochód gaśniczy o starej konstrukcji na podwoziu Stara A 26R. Wyposażony jest m.in. w:
- zbiornik wodny o pojemności 2m³
- zbiornik na środek pianotwórczy (10% ilości wody)
- autopompę A 8/8 o wydajności 800 l/min
- motopompę typu M 8/8 o wydajności 800 l/min
- działko wodno-pianowe
- 200 m węży W-75 zwiniętych na dwóch zwijadłach
- 100 m węży W-52
- drabinę dwuprzęsłową wysuwaną D 10W
- zbiornik składany o poj. 3000 l
- armaturę wodną
- sprzęt burzący.

Załogę stanowi sześciu strażaków.